# Leonhard Meck
Johann Leonhard Meck (* 7. Juli 1787 in Fürth; † 18. Januar 1861 in Frankfurt am Main) war ein deutscher Schauspieler und Theaterintendant.

## Leben
Bereits in jungen Jahren entdeckt Meck seine Vorliebe zum Theater. Er lernte aber, dem Wunsch seiner Eltern folgend, in Regensburg den Kaufmannsberuf. Nebenher erprobte er auf einer Liebhaberbühne sein schauspielerisches Talent. Der Regensburger Theaterdirektor Ignatz Walter bot Meck schließlich ein festes Engagement an, welches ihn am 4. April 1809 zum ersten Mal auf  eine städtische Bühne führte. Ende 1809 verließ Meck Regensburg und begab sich auf Wanderschaft durch verschiedene Provinztheater. In Nürnberg erhielt er 1813 nach langer Zeit wieder ein festes Engagement und blieb bis 1817. In dieser Zeit engagierte er sich auch sehr bei dem Aufbau des Fürther Theaters und lernte seine Frau Friederike Böttiger kennen, mit der er anschließend nach Hamburg und Bremen ging, wo er zum ersten Mal auch selbst Regie führte, bevor er von 1819 bis 1826 am Braunschweiger Theater spielte. Nebenher glänzte er an verschiedenen Bühnen in seinen Gastrollen, so dass ihm nach seiner Zeit in Braunschweig die artistische Leitung der Magdeburger Bühne anvertraut wurde.

## Frankfurter Zeit
Nach einem Zwischenstopp in Kassel gab Meck am 9. November 1830 im Frankfurter Theater sein Debüt. Er blieb diesem Theater bis zu seinem Abgang von der Bühne treu und übernahm 1839 die Direktion des Theaters, ab 1842 zusammen mit den Herren Guhr und Malß, ab 1848 mit Julius Mühling und von 1852 bis zu seinem Ausscheiden aus der Direktion 1853 mit Hoffmann. Am 9. November 1855 feierte Meck sein 25-jähriges Jubiläum auf der Frankfurter Bühne und am 4. April 1859, am Tag seines 50. Bühnenjubiläums, verabschiedete sich Meck von seinem Frankfurter Bühnenpublikum. Er starb am 18. Januar 1861.

## Theaterrollen
Leonhard Meck belegte schon zu Beginn seiner Schauspielkunst gerne das Fach der komischen Alten/väterliche Rollen. In diesem Fach begeisterte er sein Publikum und war einer der bekanntesten Charakterdarsteller seiner Zeit. Seine Darstellungskunst wurde der sogenannten Schröderschen Schule zugerechnet.
Er stand mit vielen damaligen bekannten Künstlern auf der Bühne, dazu zählten unter anderem Karoline Lindner,  Samuel Friedrich Hassel und Karl Seydelmann.
Eine Auswahl seiner Rollen:
- Den Feldherrn („Hermann und Dorothea“, Goethe)
- Dorfrichter Adam („Der zerbrochne Krug“, von Kleist)
- Lorenz Kindlein („Der arme Poet“, von Kotzebue)
- Vetter Siegel („Der Vetter“, Benedix)
- Carl („Das Rätzel“, Löwen)
- Sappho („Sappho (Grillparzer)“, Grillparzer)
- Strobel („Bemoosten Haupt“, Benedix)
- Oberförster („Die Jäger“, Iffland)
- Miller („Kabale und Liebe“, Schiller)
- Rath Presser („Er muss aufs Land“, Bayard)
- Bansen („Egmond“)
- Commissionsrath Zucker („Der Ball zu Ellerbrunn“, Blum)
- Camillo Rota („Emilia Galotti“, Lessing)
- Just („Minna von Barnhelm“, Lessing)
- Richard Wanderer („Richards Wanderleben“, Kettel)
- Amtsrath Herbert („Wollmarkt“, Clauren)
- Lorenz Stark („Lorenz Stark“, nach J. J. Engel Charaktergemälde)
- Kriegsrath Dallner („Dienstpflicht“, Iffland)
- Zimmermeister Klarenbach („Die Advokaten“, Iffland)
- Thomas Hild („Garrick in Bristol“, Deinhardstein)

## Werke
- Meck´s Lustspiele und Gedichte in Nürnberger Mundart. Nürnberg, 1816.

## Sekundärliteratur
- Georg Wüstendörfer: Biographie des hochberühmten Schauspielers und langjährigen Direktors des Stadttheaters zu Franckfurt a. M. Herrn Johann Leonhard Meck. 1887
- Franz Eduard Hysel: Das Theater in Nürnberg von 1612 bis 1863 nebst einem Anhange über das Theater in Fürth. Nürnberg 1863
- A. Heinrich (Hrsg.): Deutscher Bühnenalmanach., Einundzwanzigster Jahrgang, Berlin 1857
- L. Schneider (Hrsg.): Deutscher Bühnenalmanach., Vierundzwanzigster Jahrgang, Berlin 1860
- Flüggen, Ottmar G.: Biographisches Bühnen-Lexikon der Deutschen Theater von Beginn der Deutschen Schauspielkunst bis zur Gegenwart
- Emil von Oven: Das erste städtische Theater zu Frankfurt am Main, Frankfurt am Main 1872

| Personendaten    | Personendaten                              |
| ---------------- | ------------------------------------------ |
| NAME             | Meck, Leonhard                             |
| ALTERNATIVNAMEN  | Meck, Johann Leonhard (vollständiger Name) |
| KURZBESCHREIBUNG | Schauspieler                               |
| GEBURTSDATUM     | 7. Juli 1787                               |
| GEBURTSORT       | Fürth                                      |
| STERBEDATUM      | 18. Januar 1861                            |
| STERBEORT        | Frankfurt am Main                          |